# Robert Charles Wroughton
Robert Charles Wroughton (15 d'agost del 1849 – 15 de maig del 1921) fou un oficial del Servei Forestal Indi i membre de la Societat d'Història Natural de Bombai, que en acabar la seva carrera activa, a partir del 1911 s'ajuntà amb altres col·leccionistes del Raj Britànic per reunir una col·lecció de mamífers considerada el primer estudi del món sobre la biodiversitat. En el marc del projecte es recolliren 50.000 exemplars, especialment de petits mamífers, al llarg de 12 anys. Els resultats foren publicats en 47 articles, en gran part per Wroughton. L'estudi serví per identificar diverses espècies i subespècies noves, però sobretot per obtenir molta informació nova sobre la distribució i l'hàbitat dels mamífers de l'Índia.
Wroughton descrigué en solitari 13 espècies que encara es consideren vàlides avui en dia, així com unes altres 12 amb Oldfield Thomas. Descrigué el gènere Cremnomys en solitari i uns altres dos, Lariscus i Colomys, juntament amb Thomas. Dotze mamífers foren anomenats en honor seu, però actualment només el ratpenat cuallarg de Wroughton es considera una espècie vàlida.